# Juta
Juta là một thị trấn thuộc hạt Somogy, Hungary. Thị trấn này có diện tích 19,23 km², dân số năm 2010 là 1246 người, mật độ 65 người/km².